# プルーフ・オブ・マイ・ライフ
『プルーフ・オブ・マイ・ライフ』（英: Proof）は、2005年のアメリカ映画。ピュリッツァー賞やトニー賞を受賞した舞台劇『プルーフ/証明』の映画化である。ジョン・マッデン監督作。

## ストーリー
キャサリンの父親ロバートは、シカゴ大学の教授で20代で数々の業績を残した天才数学者であったが、後に精神を病んでしまう。父親から数学の才能と不安定な精神傾向を受け継いでいたキャサリンは、大学で数学を学んでいたが父の看病のために学業を中断せざるをえなくなってしまう。
5年の看病も空しく、ロバートは亡くなってしまう。数日後、父親の教え子だったハルが意気消沈しているキャサリンの家を訪れ、ロバートが残した膨大な量のノートを見たいと申し出る。精神的に不安定なキャサリンは、些細なことからハルと口論になるが、ノートを見せることをハルに許す。
翌日、ニューヨークで人生を謳歌している姉のクレアが葬儀のためにシカゴに戻った。彼女なりにキャサリンを気遣うが、もともと反りの合わなかった姉妹はぶつかり合う。葬儀の夜、キャサリンはハルに告白され、一夜を共にする。
翌日、クレアはキャサリンにニューヨークに来るように勧め、シカゴの家を売却する意思を告げる。姉の言動に憤りを感じ、キャサリンは激昂する。そんな中、ノートを調べていたハルは、日記や他人には意味のない記述の中に、数学界を揺るがす証明が書かれているのを発見する。戸惑うクレア、興奮するハルに、それは自分が書いたものだとキャサリンは主張する。
劇中では、ここからロバートとキャサリンの追想と現在を織り交ぜて物語が進行。
妹の精神状態を知るクレアは、ノートの記述がキャサリンのものであるとは信じず、ハルも父親ロバートの記述の可能性が高いと推察する。姉の発言は想定内だったキャサリンだが、ハルまで自分を信じてくれなかったことに傷つき、激昂し、仲違いする。その日を境にキャサリンは精神が衰弱し、ノートの記述は自分の記述ではないと思い込む。そして、すっかり自信を喪失したキャサリンは、クレアと共にニューヨークに移ることを決心する。
週が明け、シカゴを発つ日。家をでる直前にハルが駆けつける。大学チームの検証により、証明に瑕疵が見当たらないことが伝えられる。さらに彼は、証明の過程で80年代以降の数学理論が使われている点から、証明はキャサリンによるものだと告げ、彼女に謝罪する。しかしキャサリンは、ノートの証明を発見した日、自分の言い分を、自分を信じてほしかったと思いのたけを彼にぶつけ、空港へと向かってしまう。
空港で飛行機を待つ中、父との思い出、数学のやりとりを振り返る。クレアからコーヒーを渡され現実に戻るキャサリン。「コーヒーは辞める。神経に悪そうだから」と告げ、飛行機に乗らず空港を発つ。

## キャスト
※括弧内は日本語吹替
- キャサリン - グウィネス・パルトロー（林真里花/機内上映版：山崎美貴）
- ロバート - アンソニー・ホプキンス（稲垣隆史）
- ハル - ジェイク・ジレンホール（今井朋彦）
- クレア - ホープ・デイヴィス（坪井木の実）